# Đa nguyên (chính trị)
Đa nguyên trong khoa học chính trị là một thế giới quan, mô tả sự đa diện của các thế lực xã hội, mà đóng một vai trò trong cộng đồng chính trị. Trong thế giới quan này quyền hành không tập trung lại một nơi, mà phân chia ra cho nhiều nhóm khác nhau, độc lập với nhau, nhân loại không chỉ có một con đường tiến hóa, xã hội có thể hướng về nhiều lý tưởng khác nhau, con người không bắt buộc chỉ tôn thờ cùng một giá trị, và mỗi giá trị lại có thể được nhận diện và thực hiện dưới nhiều khía cạnh riêng biệt...
Trong thể chế đa nguyên, quyền lực nên được phân chia cân bằng, chứ không tập trung vào một nhóm, và những quyết định liên quan đến toàn xã hội phải được thương lượng giữa các nhóm đưa đến một thỏa hiệp.